# 샨 카웃스웨

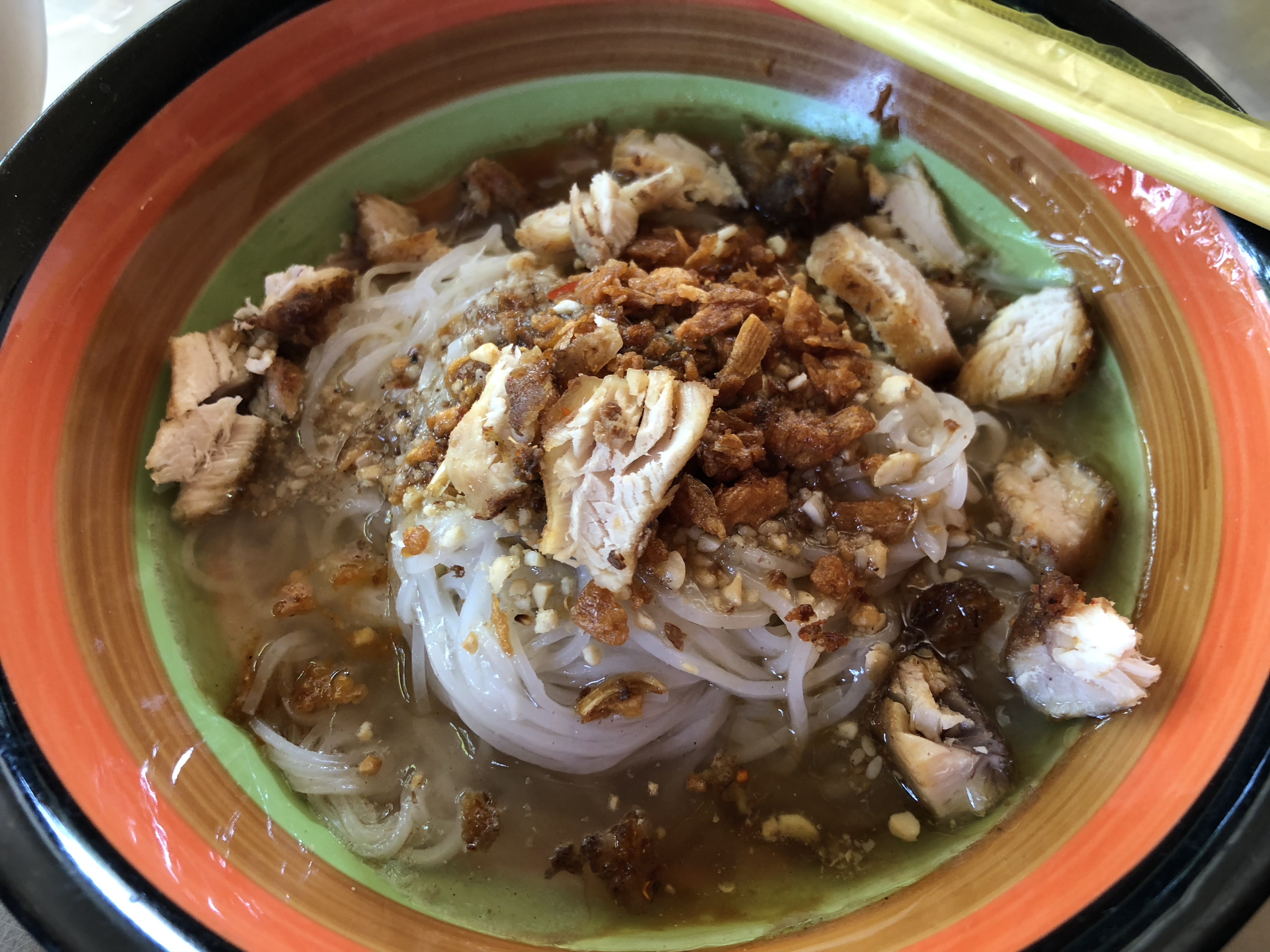
샨 카웃스웨

샨 카웃스웨(버마어: ရှမ်းခေါက်ဆွဲ) 또는 카오 소이(샨어: ၶဝ်ႈသွႆး)는 미얀마의 국수 요리이다. 샨족 전통 국수 요리를 두루 "샨 국수"라는 뜻의 "샨 카웃스웨"로 일컫는다. 샨주는 물론 미얀마 전역에서 즐겨 먹는다. 미얀마어 "카웃스웨"는 "국수"를 뜻한다. 국물국수 형태인 샨 카웃스웨 아이(버마어: ရှမ်းခေါက်ဆွဲအရည်)와 비빔국수 형태인 샨 카웃스웨 톳(버마어: ရှမ်းခေါက်ဆွဲအသုပ်)이 있다. "아이(အရည်)"는 "액체, 국물"을 뜻한다. "카웃스웨 톳"은 미얀마식 국수 샐러드(아톳)이다.

## 사진

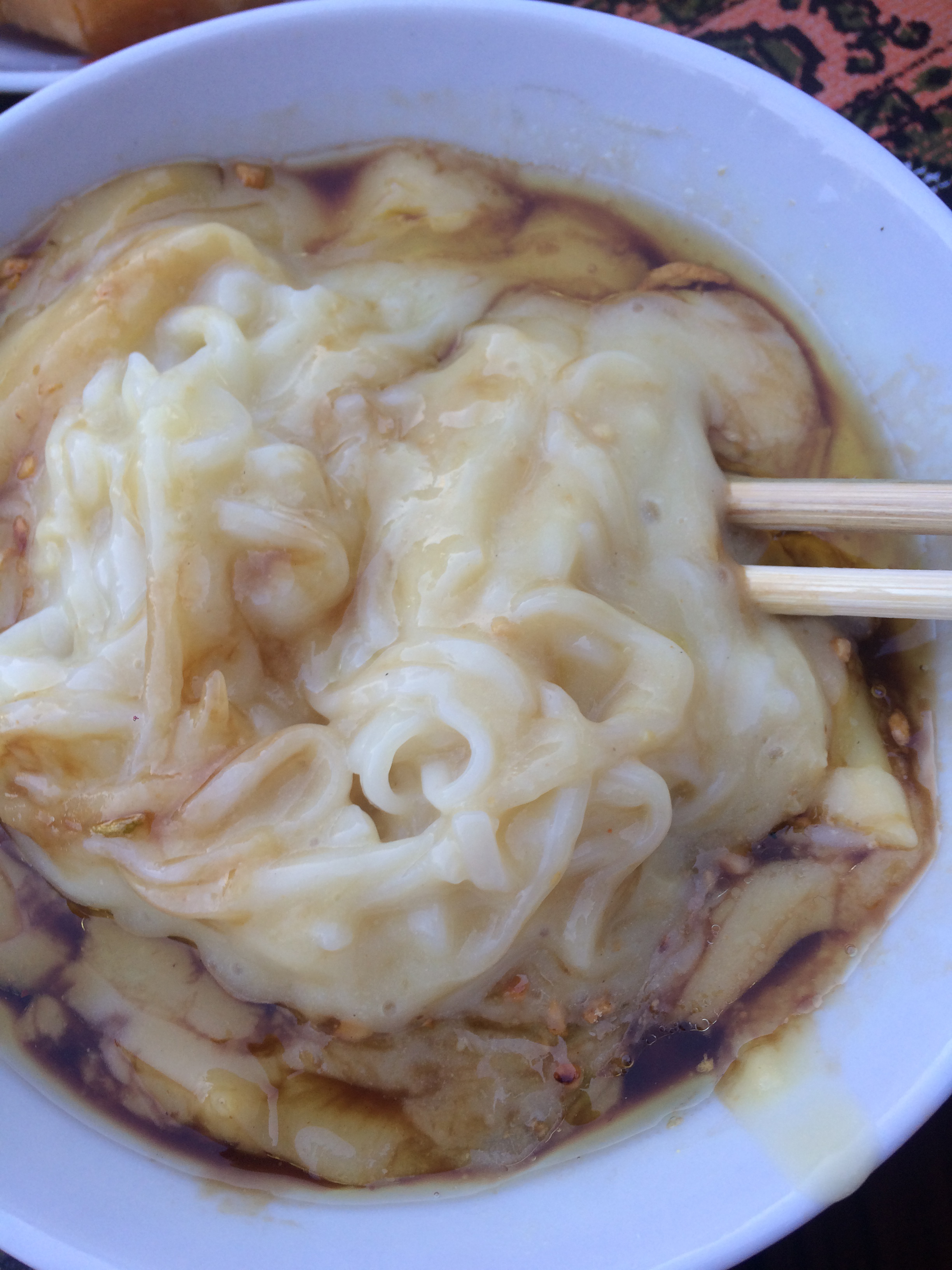
샨 카웃스웨
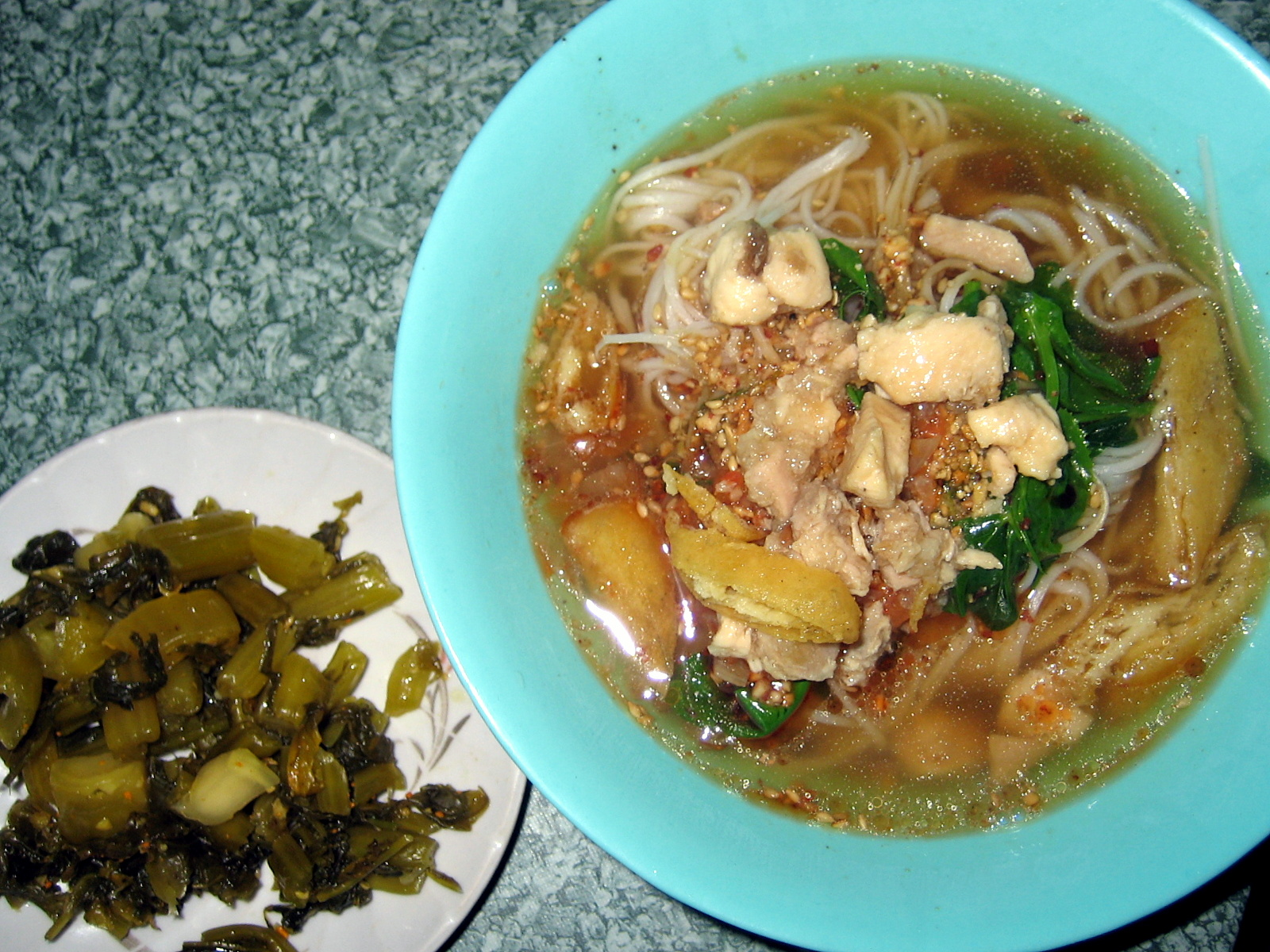
샨 카웃스웨
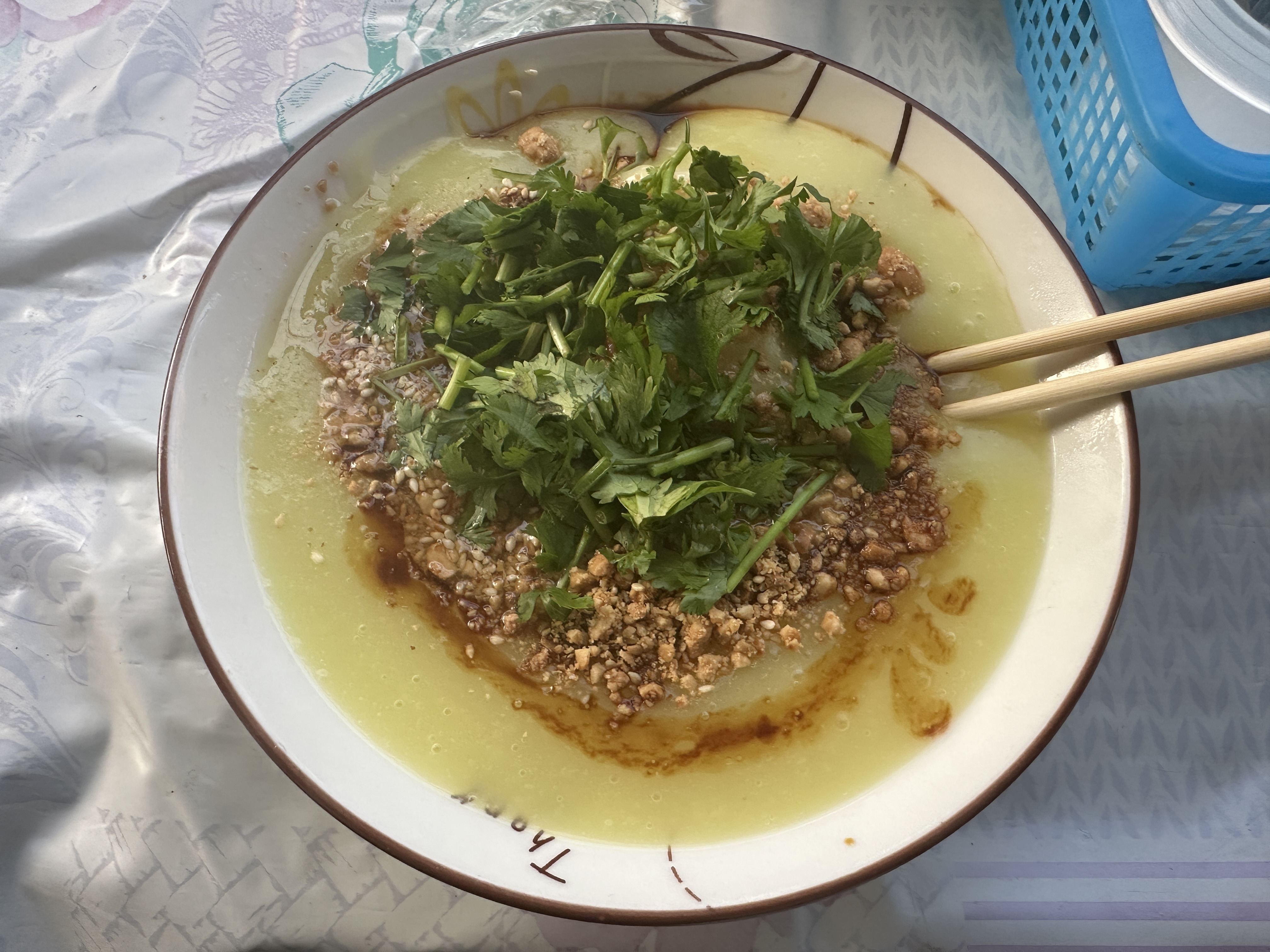
샨 카웃스웨

## 같이 보기
- 온 노 카웃스웨